# Brimah Razak
Pour les articles homonymes, voir Razak.
Brimah Razak est un footballeur international ghanéen né le 22 juin 1987 à Accra.

## Palmarès
- Ghana
  - Coupe d'Afrique des nations
    - Finaliste : 2015.